# Panamax

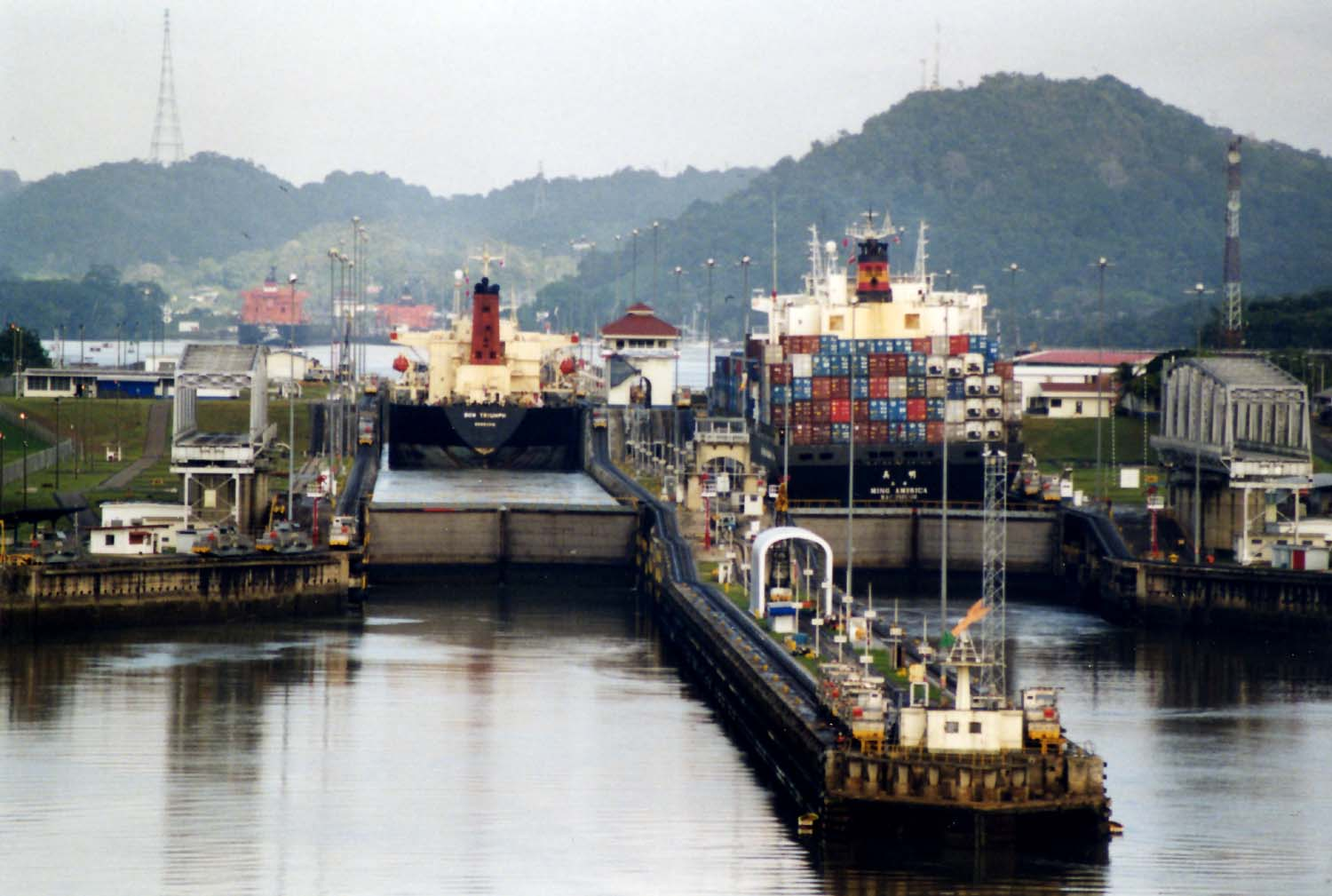
Twee panamax-schepen die net in de sluis passen

De panamax (samentrekking uit Panamá en maximum) zijn de maximale afmetingen van een schip waarmee het nog net gebruik kan maken van de (oude) sluizen in het Panamakanaal. In 2016 werden nieuwe en grotere sluizen geopend voor het scheepvaartverkeer. Schepen die deze sluizen kunnen passeren zijn neopanamax of nieuw panamax-schepen. Een schip dat ook niet door de nieuwe sluizen past, is een postpanamax-schip.

## Panamax

### Maxima
Panamax: maximum afmetingen van een schip
- Lengte: 294,1 m (965 voet)
- Breedte: 32,3 m (106 voet)
- Diepgang: 12,0 m (39,5 voet) in tropisch zoetwater (de diepgang is afhankelijk van het zoutgehalte en de temperatuur van het water)
- Hoogte: 57,91 m (190 voet) boven de waterlijn in tropisch zoetwater

### Afmetingen en speelruimte
De sluiskolken hebben de volgende maten:
- Lengte: 320,0 m (1050 voet); speling 25,9 m (85 voet)
- Breedte: 33,53 m (110 voet); speling 1,23 m (4 voet)
- Diepgang: 25,9 m (85 voet); speling 13,9 m

De diepte is het kleinst in de Pedro Miguel sluizen, 12,55 m (41,2 voet)
De hoogte wordt beperkt door de vaste brug Bridge of the Americas.
- Vrije doorvaart bij hoog water 61,3 m (201 voet)

De beheerder van het kanaal kan uitzonderingen toestaan. Zo kunnen hogere schepen doorgelaten worden als laagwater extra vrije hoogte onder de brug maakt.

### Scheepsbouw
Schepen moeten binnen de maten vallen, maar een gevolg is geweest dat schepen tot op de panamax-maten worden gebouwd. Hoogte en diepgang zijn natuurlijk ook afhankelijk van de belading. Een dergelijk schip meet circa 65 000 ton. Ook oorlogsschepen, zoals die in de Iowaklasse van de VS, vallen binnen deze maten.
Naar huidige maatstaven is de Panamax-klasse een middelgroot schip. Veel containerschepen, tankers en bulkcarriers zijn te groot om door het Panamakanaal te kunnen varen. Deze moeten dus om Kaap Hoorn varen en worden dan ook postpanamax. Een capesize-schip past ook niet door het Suezkanaal.

## Neopanamax
Op 2 oktober 2006 heeft de bevolking van Panama gestemd voor het maken van een derde set sluizen die groter zijn dan de huidige sluizen. Medio 2016 kwamen deze nieuwe sluizen gereed.

### Maxima
Neopanamax: maximum afmetingen van een schip
- Lengte: 366 m (1201 voet)
- Breedte: 49 m (161 voet)
- Diepgang: 15,2 m (50 voet)
- Hoogte: 57,9 m (190 voet) boven de waterlijn.

Door de oude sluizen konden containerschepen met een capaciteit van 5000 TEU varen, maar de nieuwe sluizen zijn geschikt voor schepen tot zo'n 13.000 TEU.
Aframax · Baltimax · Chinamax · Dunkirkmax · Handymax · Japanamax · Kamsarmax · Medimax · Newcastlemax · Panamax · Saimax · Seawaymax · Setouchmax · Suezmax · Valemax